# Strumigenys berkalial
Strumigenys berkalial  (лат.) — вид мелких земляных муравьёв из подсемейства мирмицины (Myrmicinae).Юго-Восточная Азия: Тимор (Timor Tim, Salele, Индонезия).
Мелкие муравьи (около 2 мм) с сердцевидной головой, расширенной кзади. Длина головы HL 0,53—0,54 мм, ширина головы HW 0,35 мм (мандибулярный индекс MI 41—42). Головной дорзум с 3 отстоящими волосками у затылочного края. Глаза мелкие (4-5 омматидиев). Обладают длинными жвалами с двумя апикальными шиповидными зубцами и одним преапикальным. Основная окраска тела коричневая. Усики 6-члениковые. Заднегрудка с 2 проподеальными шипиками.
Сходен с представителями видового комплекса S. godeffroyi-complex. Отличается от близкого вида Strumigenys vassago слабо пунктированным дорзумом пронотума и блестящим верхом узелка петиоля.
Стебелёк между грудкой и брюшком состоит из двух члеников: петиолюса и постпетиолюса (последний четко отделен от брюшка), жало развито, куколки голые (без кокона). Предположительно, как и другие виды рода, специализированные охотники на коллембол. Вид был впервые описан в 2000 году английским мирмекологом Барри Болтоном (Лондон, Великобритания).